# 13085 Borlaug
A 13085 Borlaug (ideiglenes jelöléssel 1992 HA4) a Naprendszer kisbolygóövében található aszteroida. Eric Walter Elst fedezte fel 1992. április 23-án.